# TEP60型柴油机车
TEP60型柴油机车是苏联的一种干线客运柴油机车车型，由科洛姆纳内燃机车制造厂设计制造，1960年至1985年间累计生产了超过1200台，曾经是苏联国内运用最广泛的客运用柴油机车，苏联解体以后TEP60型机车分别被各前加盟共和国的铁道部门接收，至今已经基本被全部淘汰，但在白俄罗斯仍然有少量TEP60型机车运用至2019年12月为止。
TEP60型机车是苏联的第二代柴油机车车型之一，也是苏联第一种准高速柴油机车。机车装用一台3000马力的二冲程柴油机，轴式Co-Co，最高运行速度为160公里/小时。

## 发展历史

### 研制
1955年，哈尔科夫运输机械制造厂在TE3型柴油机车的基础上，开发研制了用于干线客运的TE7型柴油机车，除了更改牵引齿轮传动比外，机车总体结构并没有较大变化。然而，由于TE7型机车的最高运行速度仍为100公里/小时，已经不能满足苏联铁路干线旅客列车提速的需要。因此苏联铁道部于1956年指示科洛姆纳内燃机车制造厂开发新一代的干线客运柴油机车，主要技术指标为：轴式Co-Co，整备重量126吨，燃油储备量3000升，采用直流电力传动及架悬式全悬挂转向架，最高运行速度为140公里/小时；此外，在技术条件允许的情况下，也可以采用轴式Bo-Bo、整备重量84吨的方案。
1959年5月，科洛姆纳工厂上报了三种不同的设计方案。第一种方案是在TE50型柴油机车的基础上改进而成，机车装用一台3000马力的Д45型二冲程柴油机，采用单节六轴、双端司机室的布置。第二、第三种方案均与第一种方案相似，但分别改为单节四轴及单端司机室的布置方式。由于科洛姆纳工厂已经完成了第一种方案的初步施工设计，最终苏联铁道部批准工厂以第一种方案试制原型车。1960年4月，首台原型车在科洛姆纳工厂完成总组装，并于同年10月开始上线试运行。新型机车被定型为TEP60型（ТЭП60），“Т”代表柴油机车（Тепловоз），“Э”代表电力传动（Электрической тяговой передачей），“П”代表客运用途（Пассажирский），“60”代表机车于1960年研制成功。
1960年底，TEP60-0001号机车在全苏铁道运输科学研究院组织下，在莫斯科谢尔宾卡的环形铁道试验基地进行性能试验，并于1961年1月在十月铁路局管内莫斯科至列宁格勒铁路投入运用考核。试验结果显示，TEP60型柴油机车牵引性能理想，最高热效率达到29.2%，最大运行速度可达160公里/小时。

### 运用

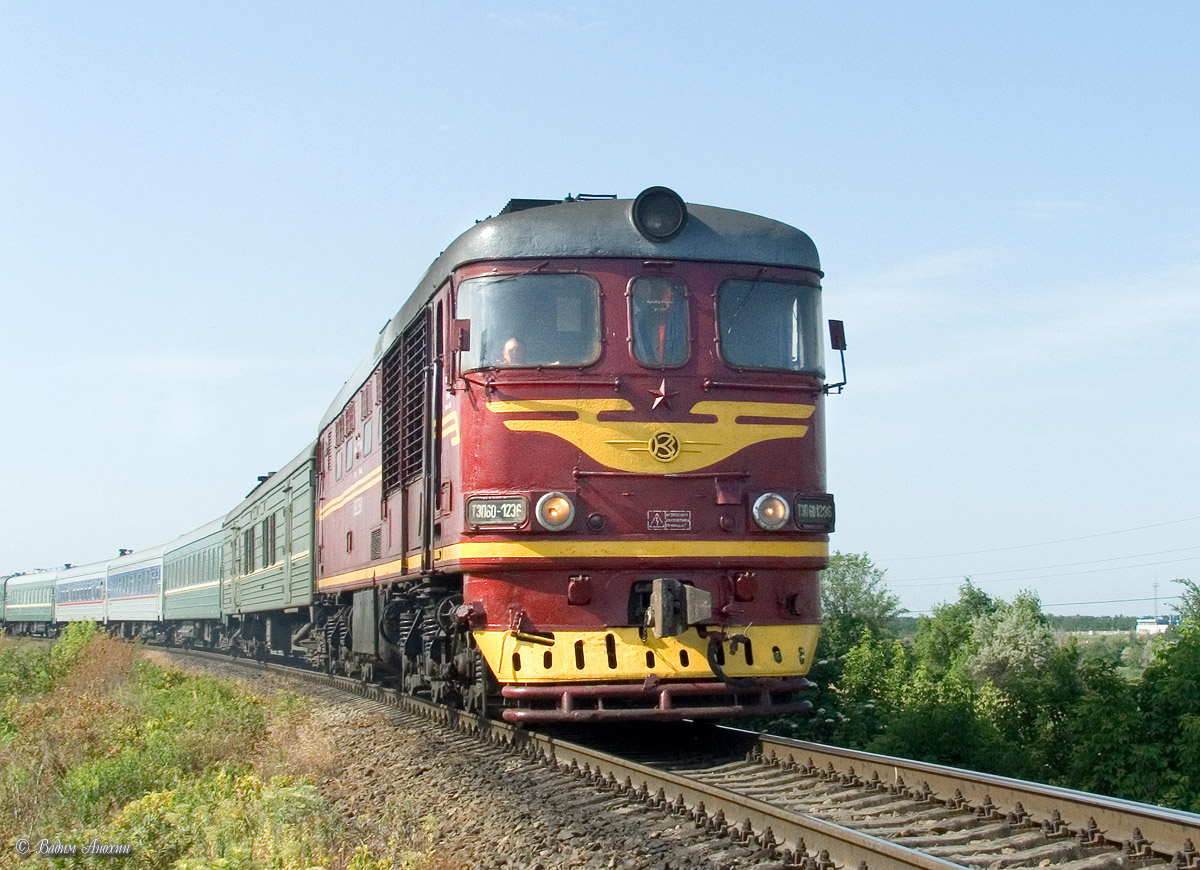
牵引旅客列车的TEP60型柴油机车

TEP60型机车于1961年投入批量生产，至1985年停产，共计生产了1241台。TEP60型机车被广泛运用于苏联各地非电气化铁路干线，担当快速旅客列车的牵引任务，早期主要配属到斯维尔德洛夫斯克铁路局秋明机务段，波罗的海铁路局扎苏洛克机务段，白俄罗斯铁路局的维捷布斯克、奥尔沙、明斯克机务段，莫斯科铁路局斯摩棱斯克机务段，十月铁路局列宁格勒-芬兰、列宁格勒-莫斯科、沃尔霍夫、博洛戈耶机务段，西西伯利亚铁路局巴尔瑙尔机务段，伏尔加河沿岸铁路局伏尔加格勒、萨拉托夫机务段，第聂伯河沿岸铁路局梅利托波尔、阿波斯托洛韋、波洛吉、派特科哈特、克里沃罗格、刻赤、第聂伯罗彼得罗夫斯克机务段，南方铁路局波尔塔瓦机务段，投入莫斯科—列宁格勒、列宁格勒—塔林、洛佐瓦亚—梅利托波尔。

### 衍生车型
1964年，科洛姆纳工厂在TEP60型机车的基础上，试制了一组双节重联的2TEP60型机车，机车由两节结构相同的六轴机车联挂而成，两车连接部分设有通过台和橡胶风挡，机车乘务员在本务机车上可同时操纵两节机车；机车既可双节重联使用，也可单节独立使用。科洛姆纳工厂于1965年开始批量生产2TEP60型机车，并配属到莫斯科铁路局斯摩棱斯克机务段、十月铁路局列宁格勒—莫斯科机务段、伏尔加河沿岸铁路局萨拉托夫机务段，用于牵引索利-伊列茨克—乌拉尔—萨拉托夫—米丘林斯克区段的大编组特快旅客列车。另外亦有不少2TEP60型机车配属到第聂伯河沿岸铁路局梅利托波尔机务段、敖德萨-基希讷乌铁路局科托夫斯克机务段使用。
1967年，科洛姆纳工厂又试制了一台装用5Д49型四冲程柴油机的TEP60-0211号机车，后改称为TEP60A型（ТЭП60А）；这台机车并未投入实际使用，其车体后来被用于修复另一台发生意外事故的TEP60型机车，但这台机车作为5Д49型柴油机的试验平台，为后来研制成功的TE109、2TE116、TEP70型柴油机车累积了经验。
此外，科洛姆纳工厂在TEP60型机车的基础上，于1963年试制了两台GP1型燃气轮机车。

## 技术特点

### 总体结构

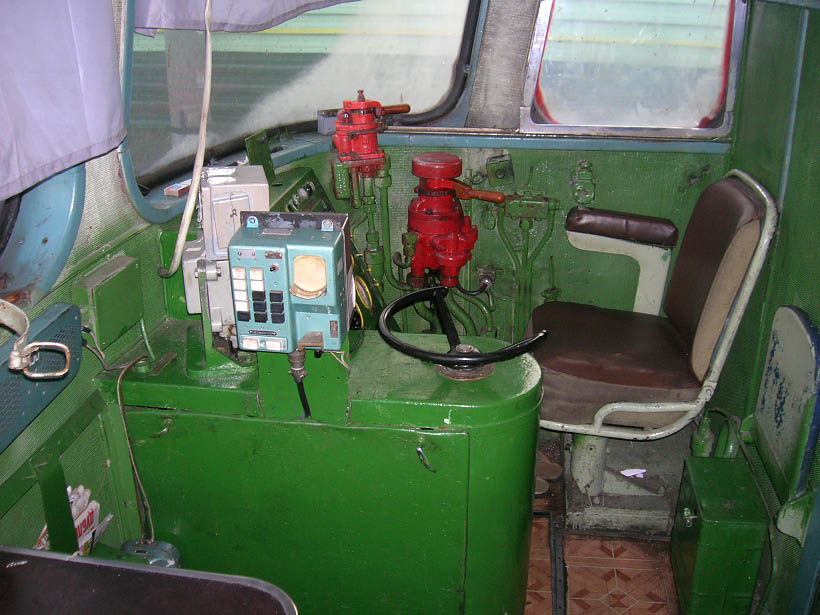
TEP60型机车的司机室

TEP60型机车是单节六轴干线客运用柴油机车，采用整体承载式车体，车体由上弦梁、下弦梁、侧壁蒙皮等部分组成箱型结构，底架采用焊接结构，并在安装二系弹簧悬挂装置的相应位置设有凹槽；而车体蒙皮采用阳极氧化铝板制作，因无法与钢材焊接而采用铆接结构。机车采用双侧贯通式内走廊、双端司机室方式布置，车体从前到后依次为第一司机室、电气室、动力室、冷却室和第二司机室。
TEP60型机车的冷却系统分为高温冷却水系统及低温冷却水系统。高温水系统是柴油机冷却水的系统，而低温水系统是为机油热交换器及增压空气中间冷却器而设的冷却系统。冷却装置由散热器与风扇组成，冷却水带出的热量在散热器中传给空气而冷却，散热器单节的结构与TE3型机车相同；散热系统设有两个轴流式风扇，用于冷却散热器单节，TEP60型机车也是苏联首次在冷却系统采用静液压传动的柴油机车，使用液压马达驱动散热风扇。液压泵及液压马达与恒温调节器联接，从而自动根据冷却水温和机油温度平滑调节风扇转速。

### 柴油机

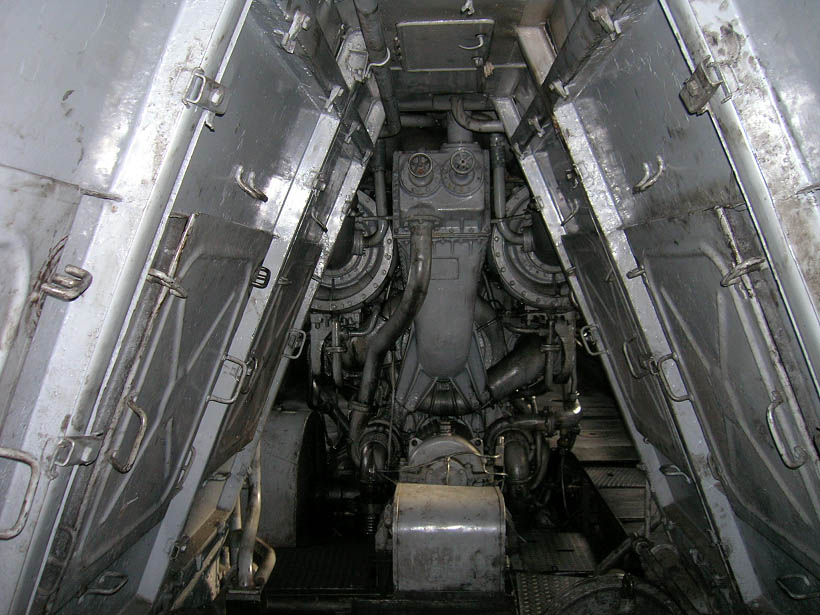
柴油机与冷却器

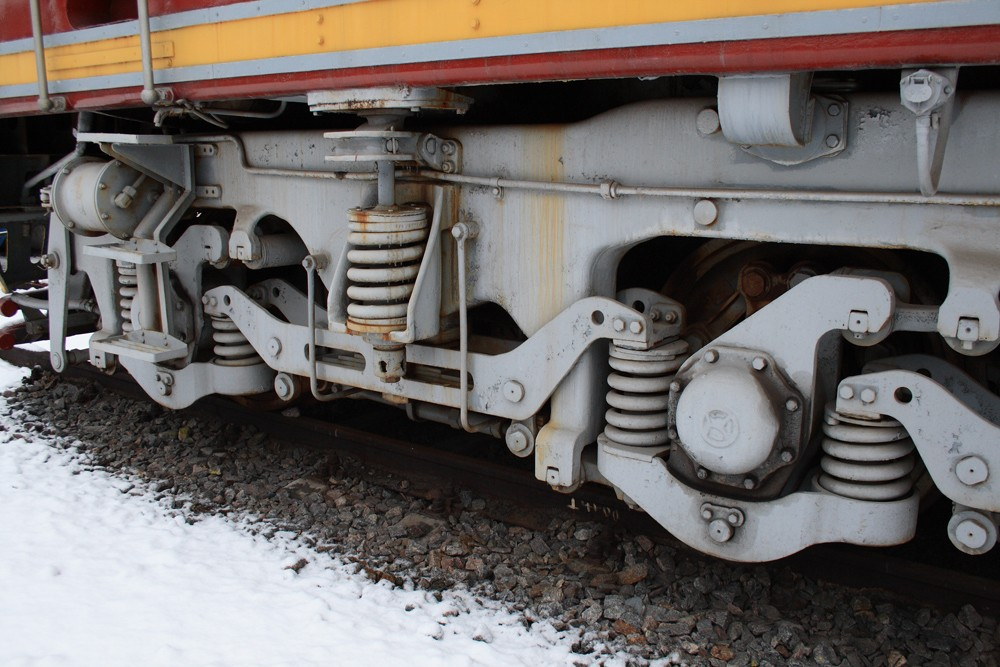
TEP60型机车的转向架

机车装用一台11Д45型柴油机，是由科洛姆纳工厂在10Д45型柴油机的基础上改进而成的16气缸、二冲程、二级增压带中间冷却的V型中速柴油机，气缸直径为230毫米，活塞行程为300毫米，气缸夹角为45°，额定转速为每分钟750转，最低空载稳定转速为每分钟400转，装车功率为3000马力，单位燃料消耗量为170克/有效马力·小时。柴油机采用了二级增压系统，第一级是单级轴流式废气涡轮增压器，第二级是由离心式鼓风机组成的单级机械增压器，两级增压器之间设有增压空气中间冷却器（中冷器）。为适应低温环境的使用要求，机车并设有电热锅炉预热系统，在机车起动前为柴油机的机油、燃油及冷却水进行预加热。

### 传动系统
机车传动装置采用直—直流电传动，柴油机通过联轴器直接驱动一台МПТ-120/55А型他励直流牵引发电机，额定功率为2000千瓦；在机车起动时牵引发电机由蓄电池供电，作为串励直流电动机运转并驱动柴油机起动；柴油机及发电机通过橡胶减震器安装在同一机座上，柴油发电机组总重量为24,322公斤。此外，柴油发电机组并通过变速箱，驱动КТ-7型空气压缩机、辅助发电机及励磁发电机。励磁发电机是一台单相同步交流发电机，励磁机发出的交流电，经过整流为直流电后给牵引发电机励磁。机车并采用了由哈尔科夫工厂提供的柴油机—发电机功率联合调节器，使牵引发电机在输出电流在3000～6000安的范围内都能充分利用柴油机的功率，调节系统采用了磁放大器来控制励磁机的励磁。
牵引电动机采用ЭД-105А型直流串励牵引电动机，额定功率为310千瓦，其结构与TE10型机车的ЭД-104型牵引电机基本相同，差异之处仅在于因应架悬安装方式改变了机座结构。为扩大机车恒功速度范围，机车能够对牵引电动机使用二级磁场削弱，磁场削弱率分别为55%及29.5%。机车并设有电阻制动装置，具有空电联合制动功能，充分利用电制动力进行制动，从而减少基础制动装置磨耗。

### 转向架
走行部采用无导框式三轴转向架，“目”字形构架由箱形截面的纵梁和横梁焊接而成，滚柱轴承轴箱采用拉杆式定位结构；一系悬挂采用螺旋弹簧及橡胶垫，每根车轴的一系弹簧之间均设有均衡梁联接，均衡梁为钢板弹簧结构；二系悬挂采用四点式螺旋弹簧旁承，车体重量通过旁承由两台转向架支承，牵引力和制动力通过心盘传递，弹簧悬挂装置总静挠度为94.3毫米。为了满足机车高速运行时动力学性能要求，TEP60型机车是在苏联首次采用了轮对空心轴式牵引电动机全悬挂，该技术借鉴自从法国阿尔斯通公司引进的FP型电力机车，将牵引电动机全部重量悬挂在转向架构架上，牵引电动机的扭矩通过单侧牵引齿轮、弹性橡胶元件、空心轴套等部件，从而驱动轮对，牵引传动齿轮比为31：72。基础制动装置为双侧踏面制动。

## 参看
- TE50型柴油机车
- TEP10型柴油机车
- TEP70型柴油机车